# (1483) Hakoila
(1483) Hakoila ist ein Asteroid des Hauptgürtels, der am 24. Februar 1938 von dem finnischen Astronomen Yrjö Väisälä in Turku entdeckt wurde. 
Benannt ist der Asteroid nach dem finnischen Astronomen Kosti Johannes Hakoila, einem Assistenten des Entdeckers.